# Thelotrema
Thelotrema Ach. (puchlinka) – rodzaj grzybów z rodziny literakowatych (Graphidaceae). Ze względu na współżycie z glonami zaliczany jest do grupy porostów.

## Systematyka i nazewnictwo
Pozycja w klasyfikacji według Index Fungorum: Graphidaceae, Ostropales, Ostropomycetidae, Lecanoromycetes, Pezizomycotina, Ascomycota, Fungi.
Synonimy nazwy naukowej: Antrocarpum G. Mey., 
Brassia A. Massal., 
Enterostigma Müll. Arg., 
Enterostigmatomyces Cif. & Tomas., 
Mycopyrenium Hampe ex A. Massal., 
Prototrema M. Choisy, 
Thelotrematomyces E.A. Thomas ex Cif. & Tomas., 
Tremotyliomyces Cif. & Tomas.
Nazwa polska według W. Fałtynowicza.

## Niektóre gatunki
- Thelotrema adjectum Nyl. 1866
- Thelotrema africanum (Hale) Hale 1980
- Thelotrema aggregatum (Hale) Hale 1980
- Thelotrema ahtii Sipman 1994
- Thelotrema albidopallens Nyl. 1873
- Thelotrema alboannuliforme Nagarkar, Sethy & Patw. 1987
- Thelotrema lepadinum (Ach.) Ach. 1803 – puchlinka ząbkowata

Nazwy naukowe na podstawie Index Fungorum. Nazwy polskie według W. Fałtynowicza.